# Рудов, Тимофей Петрович
Тимофе́й Петро́вич Рудов (1912 — неизвестно) — советский футболист, нападающий.
Всю карьеру в командах мастеров провёл в «Динамо» Ростов-на-Дону. Без учёта осеннего первенства 1936 года, данные по которому неизвестны, в 1936—1939, 1946 годах сыграл 76 матчей, забил 16 голов. В чемпионате СССР провёл один сезон — в 1938 году в 20 матчах забил шесть голов, в игре против ЦДКА сделал хет-трик.